# 19 (sång)
"19" är en låt av Paul Hardcastle. Den släpptes som singel den 17 februari 1985 och blev en megahit. "19" erövrade förstaplatsen på bland annat brittiska singellistan, US Billboard Hot Dance Club Play, Tyska singellistan, och Svenska singellistan.
Sången har ett tydligt antikrigsbudskap och handlar främst om USA:s inblandning i Vietnamkriget och hur krigshandlingarna påverkade de amerikanska soldaterna. Sången innehåller bland annat olika samplingar, modifierade röstpartier, sorl från folkmassor och militära hornsignaler. "19" kännetecknas av en samplad berättarröst (Peter Thomas), osammanhängande repliker ("I wasn't really sure what was going on") samt nyhetsrapporter från ABC:s Vietnam Requiem, en dokumentär om posttraumatiskt stressyndrom, som drabbade många Vietnamveteraner.

## Bakgrund och innehåll
Efter att ha sett dokumentären Vietnam Requiem fick Hardcastle inspiration att komponera en sång om Vietnamkriget. Låttiteln "19" syftar på påståendet att de amerikanska soldaternas genomsnittsålder var 19 år, jämfört med 26 år i andra världskriget. Denna uppgift har dock senare vederlagts; genomsnittsåldern för Vietnamsoldater var 22 år.
Musikaliskt lät sig Hardcastle influeras av electro, i synnerhet Afrika Bambaataa. Låtens hook, den repetitiva "N-n-n-n-nineteen", är ett resultat av den tidens begränsade samplingstekniker. Keyboarden E-mu Emulator förmådde endast skapa samplingar som varade i två sekunder.
I Storbritannien fick "19" generös speltid på Radio London och hyllades för sitt nyskapande sound och att låten framförde ett angeläget budskap. Vissa radiostationer i USA vägrade att spela låten, då man ansåg att den hade en anti-amerikansk innebörd. Hardcastle förnekar detta, eftersom han mottog tackbrev från otaliga Vietnamveteraner.
2015 utgavs 19 (The 30th Anniversary Mixes).
1. Destruction Mix (remastered) 7.07
2. 19 PTSD Mix 4.07
3. History Keeps Repeating Itself 5.07
4. 19 Cryogenic Freeze Remix 5.33
5. 19 Inner Changes Mix 4.39
6. Electronica Dark Remix 6.13
7. 19 Original (remastered) 5.14
8. 19 The Vision 5.04
9. 19 Welcome To Hell Remix 3.38
10. 19 NUA Remix (feat. Marvin Gaye) 4.42
11. 19 The Rage Remix 4.26
12. 19 The Final Story (remastered) 3.04
13. 19 Jim Pavloff Edit 4.43
14. 19 The Original Demo 5.11